# Tirso Rafael Córdoba
 (février 2018).
Si vous disposez d'ouvrages ou d'articles de référence ou si vous connaissez des sites web de qualité traitant du thème abordé ici, merci de compléter l'article en donnant les références utiles à sa vérifiabilité et en les liant à la section « Notes et références ».
Pour les articles homonymes, voir Córdoba.
Tirso Rafael Córdoba, né à Zinapécuaro (Michoacán) le 28 janvier 1838 et mort à Puebla le 14 décembre 1889, est un humaniste, poète, historien, journaliste, avocat, homme politique, prêtre catholique et académicien mexicain.

## Biographie

### Jeunesse et formation
Ses parents sont Juan Bautista Córdoba et María del Tránsito Escalante, d’origine modeste. Il doit sans doute ses qualités de poète à son grand-père, Ignacio Fernández de Córdoba[pourquoi ?]. Il s’est formé au sein du Séminaire de Morelia et du Séminaire Palafoxiano ce qui lui a valu la protection de l’évêque de Puebla, don Pelagio Antonio de Labastida et Dávalos. Il a aussi suivit une carrière d’avocat à Puebla et a suivi le séminaire de la chaire de français lui permettant par la suite de traduire certaines œuvres en espagnol.
Il s’est marié avec Guadalupe Loaiza avec qui il a eu un fils, Jose Maria Anastacio Juan de Dios Cordoba. Il s’est ensuite retrouvé veuf en 1878 et s’est ordonné prêtre.

### Carrière professionnelle
Il a intégré l’Académie mexicaine de la langue le 29 mars 1881, occupant le siège XIII. Il a travaillé comme directeur de La idea católica et a été membre actif de la Sociedad Católica. En tant que chroniqueur, il a publié sous le pseudonyme « le curé de la Sierra » en particulier dans le journal La voz de México commençant ainsi une polémique avec Ignacio Manuel Altamirano. Il a aussi fondé de nombreux journaux tels que La Rosa de Michoacán, La voz de México et Ángel de la Guardia.
Il a aussi travaillé comme enseignant au Séminaire Conciliaire de Mexico et a fondé quelques collèges comme celui de Tacubaya (es). Il a aussi été le mentor du Père Escobedo. Il a travaillé comme avocat et a été aussi chef politique de Teziutlán (en). En tant que prêtre, il a été nommé à Salvatierra (Guanajuato) (it).

## Œuvres

### Œuvres littéraires
- Poesías, Chalchincomula, Puebla: Colegio de San Luis Gonzaga, 1874.
- Manual de literatura hispano-mexicana, Veracruz, Puebla: La Ilustración, 1879.
- Poema a Manuel M. Flores, Puebla, febrero 24 de 1873, Puebla: imprenta de Hospicio, 5 mars 1873.
- Llanto del Corazón. En el álbum de la Señorita Soledad Perez Salazar, Variedades, Puebla: imprenta de Hospicio, 21 mai 1873.
- Felicidad. Escrito para la señorita Clementina Thèvenard, Variedades, Puebla: imprenta de Hospicio, 28 mai 1873.
- Discurso pronunciado en la ciudad de Teziutlán de Mejía, 16 de septiembre de 1872, Puebla: imprenta de Hospicio, 1875.

### Œuvres historiques
- El sitio de Puebla: apuntes para la historia de México sacados de documentos oficiales y relaciones con testigos fidedignos, Puebla: J.M Vanegas, 1863 [1892].
- Historia elemental de México, Mexico : Juan Valdés y Cueva, 1892 [1881].
- El sitio de Puebla: apuntes para la historia de México sacados de documentos oficiales y relaciones con testigos fidedignos, Puebla: José M. Cajica Jr., 1970.
- El sitio de Puebla: apuntes para la historia de México sacados de documentos oficiales y relaciones con testigos fidedignos, Puebla: La Innovación, 1984.

### Œuvres religieuses
- Jacona y el señor cura don José Antonio Plancarte y Labastida, Mexico: Ignacio Escalante, 1882.
- Oración fúnebre que en elogio del rey de España D. Alfonso XII pronunció en el templo del Carmen de Celaya, el 20 de enero de 1886, el Sr- cura de SalvatiMexico: José Correa, 1886.

Traductions
- Carlos Daniel, La moral filosófica antes y después del Evangelio, Mexico : Ignacio Escalante y Cía., 1871.
- Charles Dickens, Cuentos de Navidad, 1870.

### Autres publications
- Mosaico mexicano. Colección de cartas familiares, descriptivas, mercantiles y de piezas autógrafas, en prosa y verso de varios mexicano distinguidos, destinada a la clase de lectura y manuscritos de las escuelas nacionales, Veracruz, Puebla: Librerías La Ilustración, H. Dessain, 1889.
- Salazar y Venegas, Pérez, Manuel. Poesía. Notas de Tirso Rafael Córdoba, Mexico : I. Escalante, 1876.
- Reglamento de la academia literaria Tirso Rafael Cordova , Puebla: Colegio Salesiano, 1902.